# نیکولاس رومرو، مکزیکو
نیکولاس رومرو (به اسپانیایی: Nicolás Romero, México) از شهرهای کشور مکزیک است که در ایالت استادو د مخیکو قرار دارد و جمعیت آن طبق سرشماری سال ۲۰۱۰ میلادی ۳۰۶٬۵۱۶ نفر بوده است.